# Río Buey (Cuba)
El Buey es un río del sur de Cuba (20°16′01″N 76°46′59″O / 20.267, -76.783), provincia de Granma. Nace en el entorno de Sierra Maestra, una zona muy montañosa, donde se le retiene en una presa. También se le llama río Buey del Yao, río Yao, río Brazo de Buey y, de forma completa, río Brazo Buey del Yao. Existe otro río Buey al norte de Cuba.
El topónimo Buey aparece en diversos lugares de la provincia de Granma ya listados entre 1860 y 1972. Otros lugares que reciben este nombre cerca del río son las minas de Bueycito y el municipio Buey Arriba (creado en 1976).